# Ruda Żurawiecka-Osada
Ruda Żurawiecka-Osada (d. PGR Ruda Żurawiecka) – osada w Polsce, położona w województwie lubelskim, w powiecie tomaszowskim, w gminie Lubycza Królewska.
W latach 1975–1998 osada administracyjnie należała do województwa zamojskiego.
W osadzie działało państwowe gospodarstwo rolne.
Osada wchodzi w skład sołectwa Ruda Żurawiecka w gminie Lubycza Królewska. Według Narodowego Spisu Powszechnego z roku 2011osada liczyła 124 mieszkańców.
Wierni Kościoła rzymskokatolickiego należą do parafii Świętego Krzyża w Żurawcach.